# Transpromo
Il Transpromo è un termine coniato negli Stati Uniti dall'unione di due parole: transaction e promotion (in italiano transazione e promozione)
Il termine descrive una metodologia di comunicazione scritta su carta e inviata via posta che unisce la comunicazione transazionale con quella promozionale.
- La comunicazione transazionale ha lo scopo di rendicontare e di riassumere le transazioni economiche effettuate dal cliente o con il cliente: estratti conto, situazioni economiche, fatture e quant'altro.

- La comunicazione promozionale intendere promuovere prodotti e o servizi.

Attraverso il TransPromo un'azienda che deve comunicare obbligatoriamente per iscritto e sulla carta, ai suoi clienti le transazioni economiche o finanziarie avvenute con il proprio cliente, associa un messaggio promozionale il più possibile attinente o contestuale al profilo del cliente: età, sesso, area geografica di residenza eccetera e volendo, anche ai dati presenti nelle transazioni: tipologia di spese, di acquisti per volumi e o per genere.
L'incremento di questa metodologia di comunicazione è dovuto anche all'avvento di nuove tecnologie di stampa digitale che con l'ausilio dei sistemi informativi permettono la stampa a colori e con i dati variabili. L'alto tasso di variabilità non consente o limita infatti la stampa di queste comunicazioni con l'utilizzo di normali tecniche di stampa offset.
Quando i numeri e le variabili in gioco sono elevati le aziende utilizzano generalmente soluzioni di outsourcing delegando a strutture esterne il compito. Nel caso di basse tirature si propende per la soluzione in house, attrezzando per la stampa i propri centri di elaborazione. 
In entrambi i casi si fa riferimento al DPS Documento programmatico sulla sicurezza e alle norme sulla Privacy.

## Esempi di utilizzo
- documenti di viaggio per crociere
- fatture alberghi
- rinnovi abbonamenti a riviste
- estratti conto di carte di credito,
- estratti conto bancari